# 印熊蛛
印熊蛛（学名：Arctosa indius）为狼蛛科熊蛛属的动物。分布于印度以及中国大陆的湖南、广西、海南等地。该物种的模式产地在印度。